# جيسيكا هال (مجدفة)
جيسيكا هال (بالإنجليزية: Jessica Hall)‏ هي مجدفة أسترالية، ولدت في 13 يوليو 1992 في بريزبان في أستراليا.

## وصلات خارجية
- جيسيكا هال على موقع الاتحاد الدولي للتجديف (الإنجليزية)
- جيسيكا هال على موقع اللجنة الأولمبية الدولية (الإنجليزية)
- جيسيكا هال على موقع أوليمبيديا (الإنجليزية)
- جيسيكا هال على موقع اللجنة الأولمبية الأسترالية (الإنجليزية)